# Carabodes magnus
Carabodes magnus är en kvalsterart som beskrevs av Kunst 1961. Carabodes magnus ingår i släktet Carabodes och familjen Carabodidae. Inga underarter finns listade.